# フィニアスとファーブ/ザ・ムービー:キャンディス救出大作戦
『フィニアスとファーブ/ザ・ムービー:キャンディス救出大作戦』(原題: Phineas and Ferb the Movie: Candace Against the Universe) は、2020年制作のアメリカのDisney+アニメーション映画。テレビアニメ『フィニアスとファーブ』に基づいている、『フィニアスとファーブ/ザ・ムービー』のスタンドアロン続編。

## キャスト
- キャンディス: 永田亮子
- フィニアス: 宮田幸季
- ファーブ: 増田裕生
- スーパー・スーパー・ビッグ・ドクター: 森なな子
- ドゥーフェンシュマーツ博士: 多田野曜平
- イザベラ: 河原木志穂
- バルジート: 根本圭子
- モノグラム少佐: 西村知道
- ビューフォード: 杉山紀彰
- カール: 相馬幸人
- ステイシー: 植竹香菜
- ジェレミー: 手塚祐介
- ヴァネッサ: 高梁碧
- ノーム: 武虎
- ダン: 三宅健太
- スワンピー: 平野俊隆

## スタッフ
- 演出: 高田浩光
- 音楽演出: 市之瀬洋一
- 翻訳/訳詞: 石山祐子
- 録音/調整: 重光秀樹